# Castanea sativa
Il castagno europeo (Castanea sativa Mill., 1768), in Italia più comunemente chiamato castagno, è un albero appartenente alla famiglia Fagaceae. Negli ultimi decenni è stato sovente introdotto, per motivi fitopatologici, il castagno giapponese (Castanea crenata). Le popolazioni presenti in Europa sono perciò principalmente riconducibili a semenzali di castagno europeo o a castagni europei innestati sul giapponese o a ibridi delle due specie.

## Importanza economica e diffusione
Il castagno è una delle più importanti essenze forestali dell'Europa meridionale, in quanto ha riscosso, fin dall'antichità, l'interesse dell'uomo per i molteplici utilizzi. Oltre all'interesse intrinseco sotto l'aspetto ecologico, questa specie è stata largamente coltivata, fino ad estenderne l'areale, per la produzione del legname e del frutto. Quest'ultimo, in passato, ha rappresentato un'importante risorsa alimentare per le popolazioni rurali degli ambienti forestali montani e, nelle zone più fresche prealpine, d'alta collina, in quanto erano utilizzate soprattutto per la produzione di farina di castagne.
L'importanza economica del castagno ha attualmente subito un drastico ridimensionamento: la coltura da frutto è oggi limitata alle cultivar di particolare pregio e anche la produzione del legname da opera si è marcatamente ridotta. Del tutto marginale, infine, è l'utilizzo delle castagne per la produzione della farina, che ha un impiego secondario nell'industria dolciaria.
Si ritiene che buona parte delle superfici forestali a castagno siano derivate da una rinaturalizzazione di antiche coltivazioni abbandonate nel tempo, mentre la coltivazione si è ridotta alle stazioni più favorevoli, dove è possibile ottenere le migliori caratteristiche merceologiche del castagno, in particolare il legname.

## Descrizione botanica

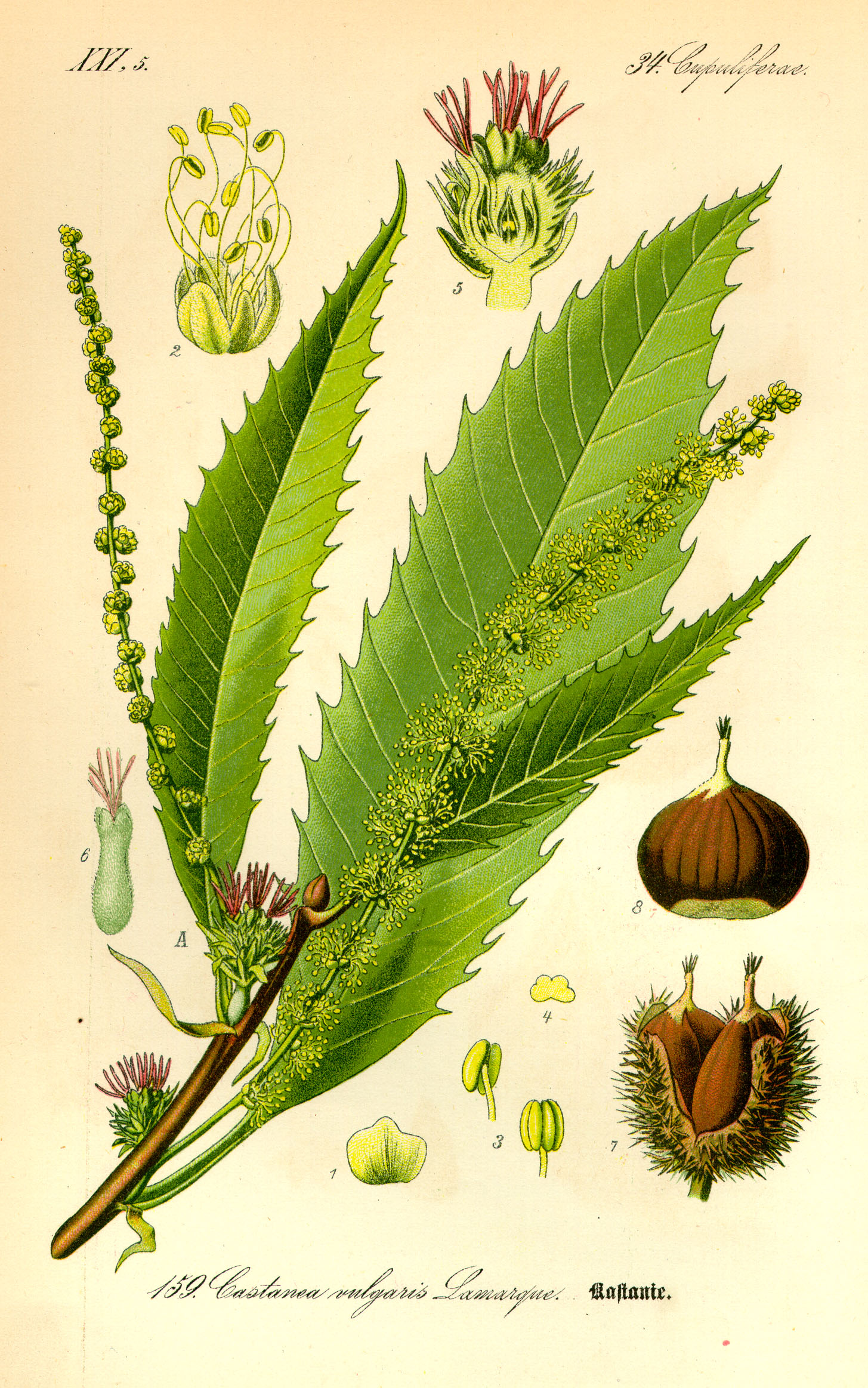
Tavola botanica.

Il castagno è una pianta arborea, con chioma espansa e rotondeggiante ed altezza variabile, dai 10 ai 30 metri. il castagno è una specie eliofila, caducifoglie e latifoglie. I castagni sono alberi molto longevi, possono diventare plurimillenari. La fioritura avviene a giugno e la fruttificazione a settembre-ottobre a seconda delle varietà.
In condizioni normali sviluppa un grosso fusto colonnare, con corteccia liscia, lucida, di colore grigio-brunastro. La corteccia dei rami è di colore bianco ed è cosparsa di lenticelle trasverse. Con il passare degli anni, generalmente dai quarant'anni in poi, la corteccia inizia a fessurarsi longitudinalmente a partire dal colletto.
Le foglie sono alterne, provviste di un breve picciolo e, alla base di questo, di due stipole oblunghe. La lamina è grande, lunga anche fino a 20-22 cm e larga fino a 10 cm, di forma lanceolata, acuminata all'apice e seghettata nel margine, con denti acuti e regolarmente dislocati. Le foglie giovani sono tomentose, ma a sviluppo completo sono glabre, lucide e di consistenza coriacea.
I fiori sono unisessuali, presenti sulla stessa pianta. I fiori maschili sono riuniti in piccoli glomeruli a loro volta formanti amenti eretti, lunghi 5–15 cm, emessi all'ascella delle foglie. Ogni fiore è di colore biancastro, provvisto di un perigonio suddiviso in 6 lobi e un androceo di 6-15 stami. I fiori femminili sono isolati o riuniti in gruppi di 2-3. Ogni gruppo è avvolto da un involucro di brattee detto cupola.
Il frutto è una noce, comunemente chiamato castagna, con pericarpo di consistenza cuoiosa e di colore marrone, glabro e lucido all'esterno, tomentoso all'interno. La forma è più o meno globosa, con un lato appiattito, detto pancia, e uno convesso, detto dorso. Il polo apicale termina in un piccolo prolungamento frangiato, detto torcia, mentre il polo prossimale, detto ilo, si presenta leggermente appiattito e di colore grigiastro. Questa zona di colore chiaro è comunemente detta cicatrice. Sul dorso sono presenti striature più o meno marcate, in particolare nelle varietà del gruppo dei marroni. Questi elementi morfologici sono importanti ai fini del riconoscimento varietale.
Gli acheni sono racchiusi, in numero di 1-3, all'interno di un involucro spinoso, comunemente chiamato riccio, derivato dall'accrescimento della cupola. A maturità, il riccio si apre dividendosi in quattro valve. Il seme è ricco di amido.

## Esigenze e adattamento

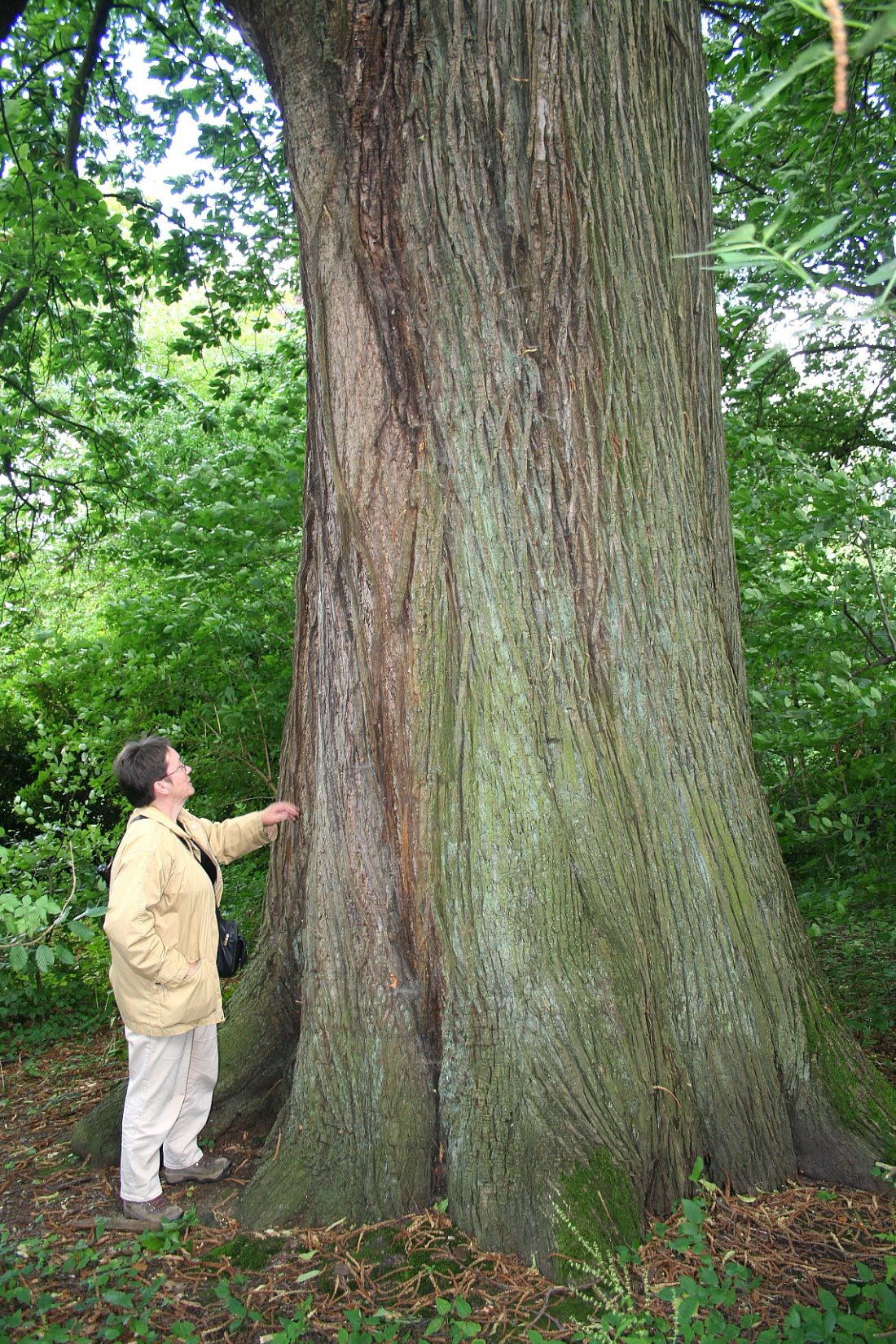
Corteccia del fusto.

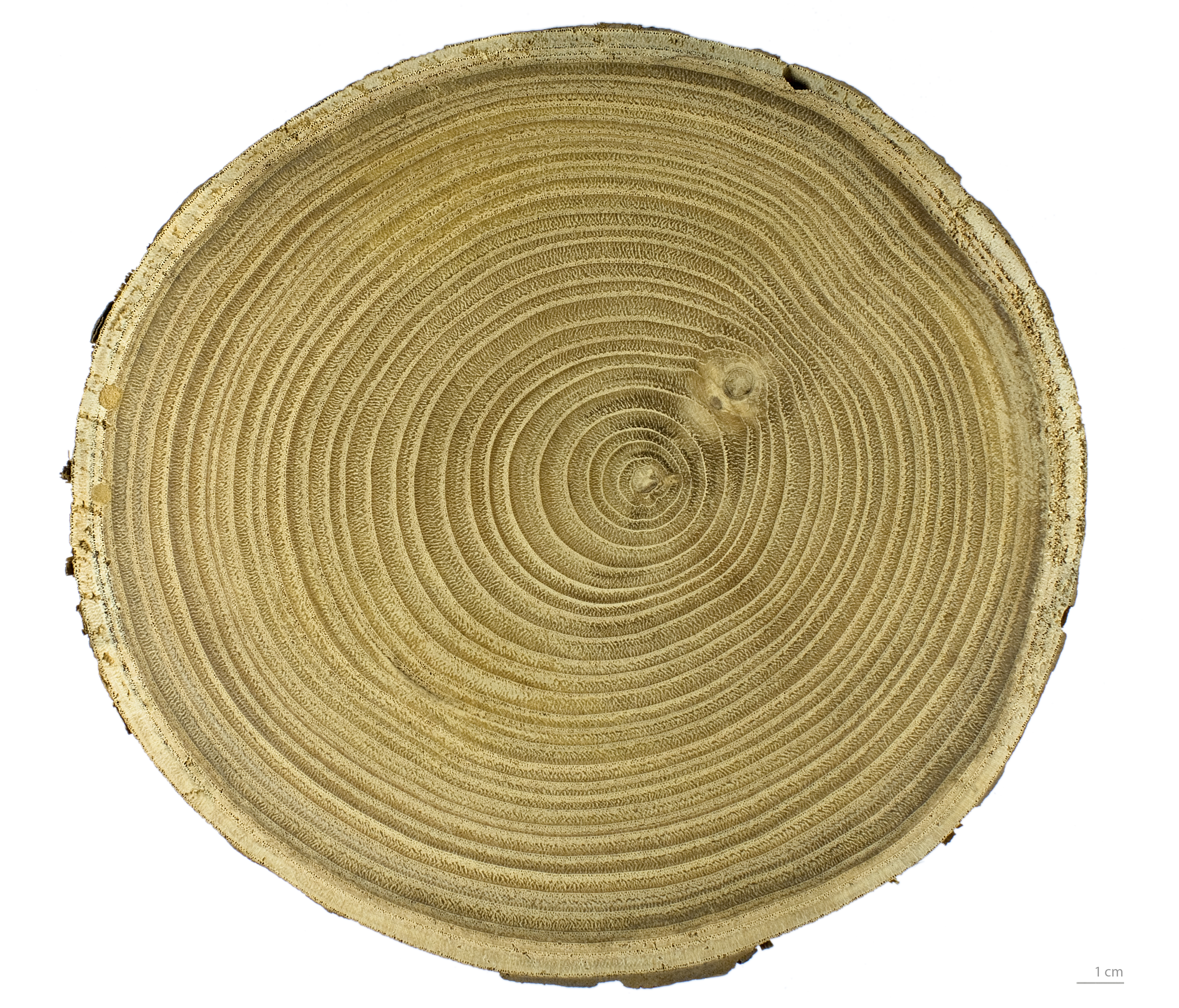
Castanea sativa

Il castagno è una specie mesofila e moderatamente esigente in umidità. Sopporta abbastanza bene i freddi invernali, subendo danni solo a temperature inferiori a -25 °C, ma diventa esigente durante la stagione vegetativa. Per questo motivo il castagno ha una ripresa vegetativa tardiva, con schiusura delle gemme in tarda primavera e fioritura all'inizio dell'estate. Al fine di completare il ciclo di fruttificazione, la buona stagione deve durare quasi 4 mesi. In generale tali condizioni si verificano nel piano montano (600–1300 m) delle regioni mediterranee o in alta collina più a nord. In condizioni di umidità favorevoli può essere coltivato anche nelle stazioni fresche del Lauretum, spingendosi perciò a quote più basse. Condizioni di moderata siccità estiva determinano un rallentamento dell'attività vegetativa nel mezzo della stagione e una fruttificazione irregolare. Le nebbie persistenti e la piovosità eccessiva nei mesi di giugno e luglio ostacolano l'impollinazione incidendo negativamente sulla fruttificazione.
Nelle prime fasi tollera un moderato ombreggiamento, fatto, questo, che favorisce una buona rinnovazione nei boschi maturi, ma in fase di produzione manifesta una maggiore eliofilia.

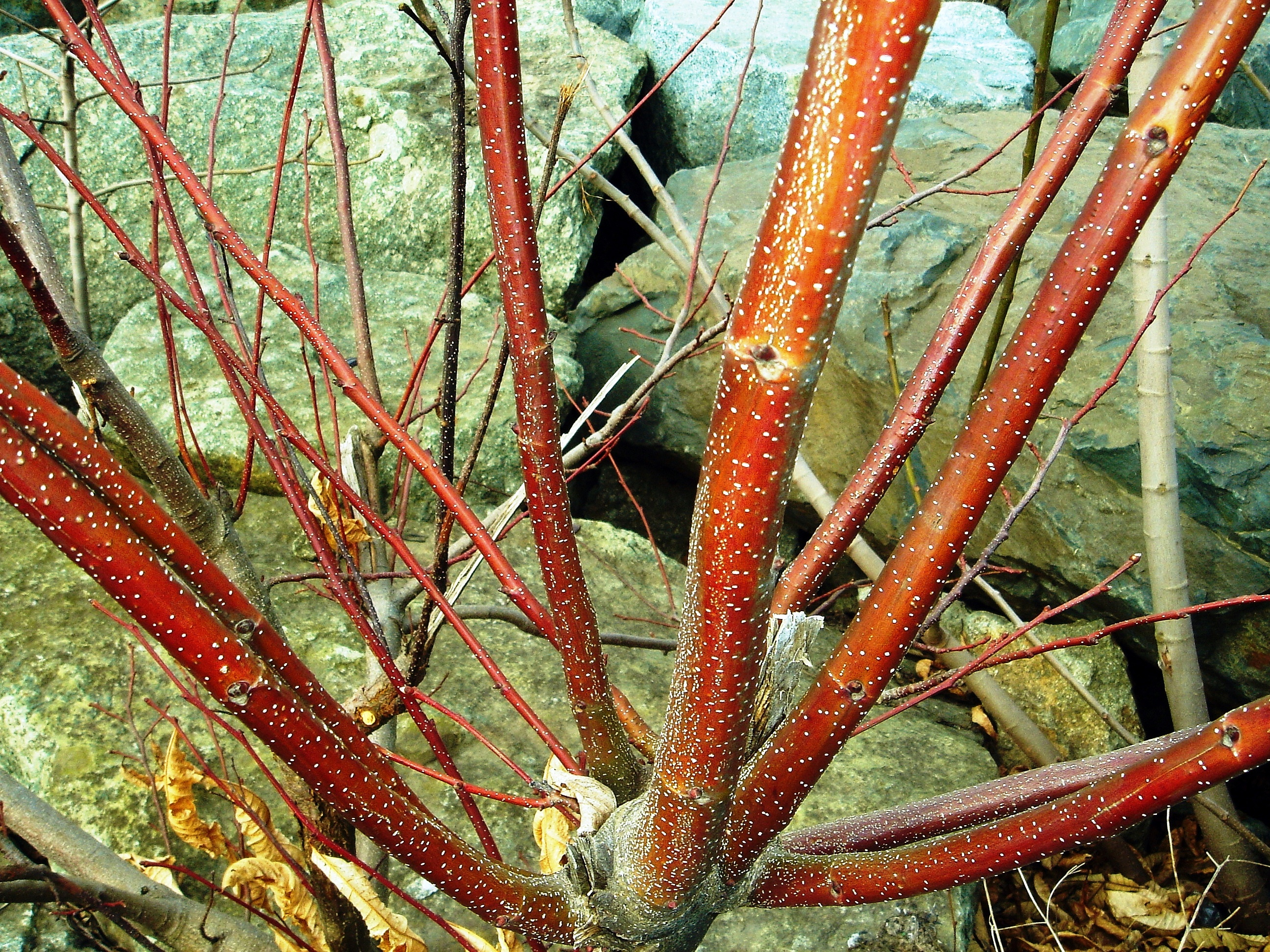
Corteccia e lenticelle nei giovani getti.

A fronte delle moderate esigenze climatiche, il castagno presenta notevoli esigenze pedologiche, perciò la sua distribuzione è strettamente correlata alla geologia del territorio. Sotto l'aspetto chimico e nutritivo, la specie predilige i terreni ben dotati di potassio e fosforo e di humus. Le condizioni ottimali si verificano con pH di terreni neutri o moderatamente acidi; si adatta anche ad un'acidità più spinta, mentre rifugge in genere dai suoli basici, in quanto il calcare è moderatamente tollerato solo nei climi umidi. Sotto l'aspetto granulometrico predilige i suoli sciolti o tendenzialmente sciolti, mentre non sono tollerati i suoli argillosi o, comunque, facilmente soggetti ai ristagni. In generale sono preferiti i suoli derivati da rocce vulcaniche (tufi, trachiti, andesiti, ecc.), ma vegeta bene anche nei suoli prettamente silicei derivati da graniti, arenarie quarzose, ecc., purché sufficientemente dotati di humus. I suoli calcarei sono tollerati solo nelle stazioni più settentrionali, abbastanza piovose, mentre sono mal tollerate le marne.

## Areale

### Attuale distribuzione

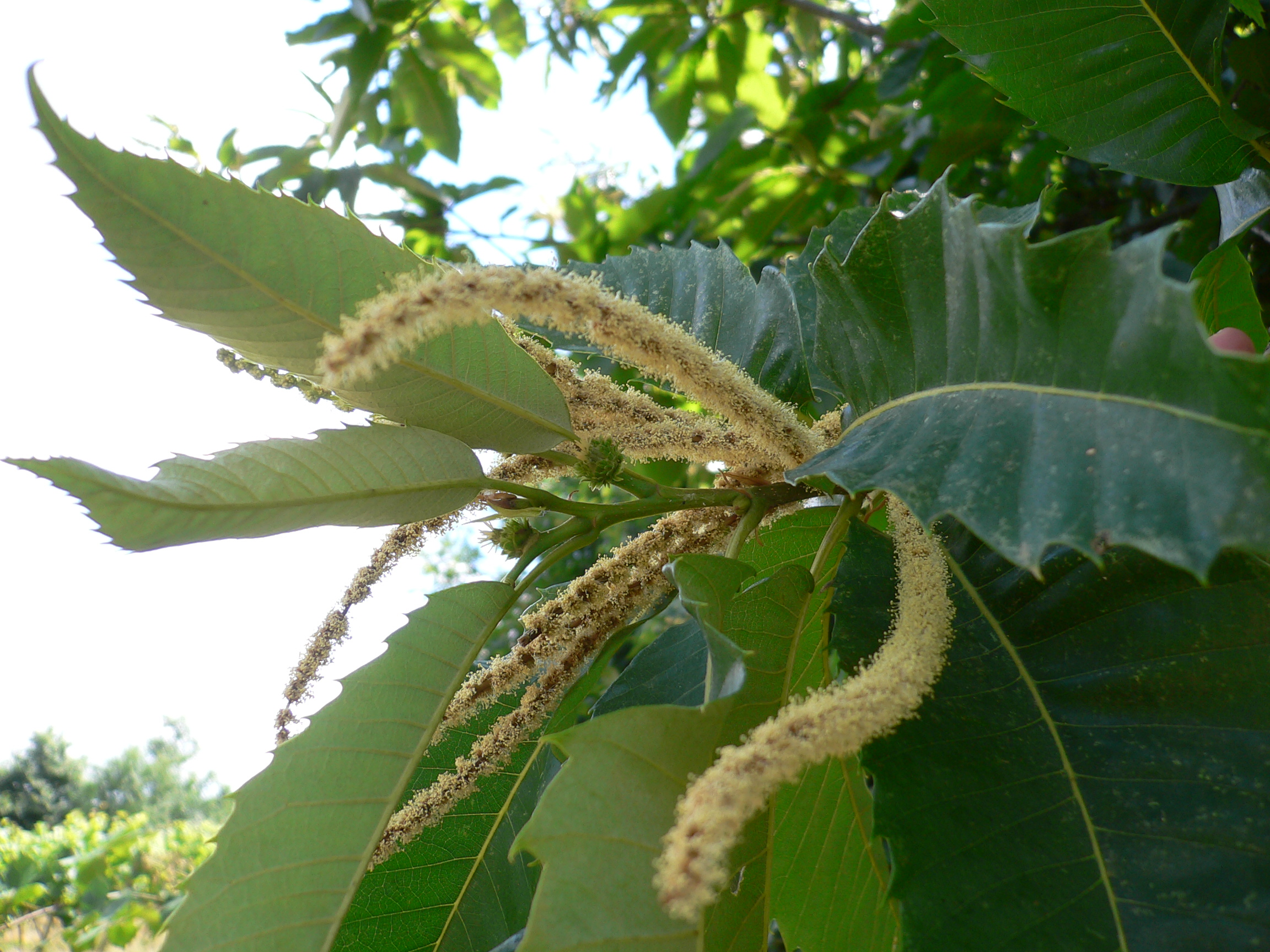
Amenti.

Il castagno vegeta in un areale circumediterraneo, a estensione frammentata, che si estende dalla penisola iberica alle regioni del Caucaso prossime al Mar Nero. In Europa, la maggiore estensione si ha nelle regioni occidentali: è diffuso nel centro e nord del Portogallo e nelle regioni settentrionali della Spagna, in gran parte del territorio della Francia, fino ad estendersi nel sud dell'Inghilterra, nel versante tirrenico della penisola italiana e nell'arco alpino fino ad arrivare alla Slovenia e alla Croazia. Qui l'areale si interrompe per riprendere dalle regioni meridionali della Bosnia e del Montenegro ed estendersi in gran parte dei territori dell'Albania, della Macedonia e della Grecia. Infine riprende dalle regioni occidentali della Turchia, estendendosi a quelle settentrionali lungo il Mar Nero, giungendo fino al Caucaso.
Diffusioni sporadiche si hanno in Germania, in Bulgaria, in Romania e nel Nordafrica, nelle regioni dell'Atlante. Nel Mediterraneo, infine, è presente in gran parte del territorio della Corsica, nelle regioni centrali della Sardegna, in Sicilia sui monti Peloritani, Nebrodi, Madonie, Iblei, Sicani ed Etna, infine, in quelle occidentali dell'isola d'Elba.

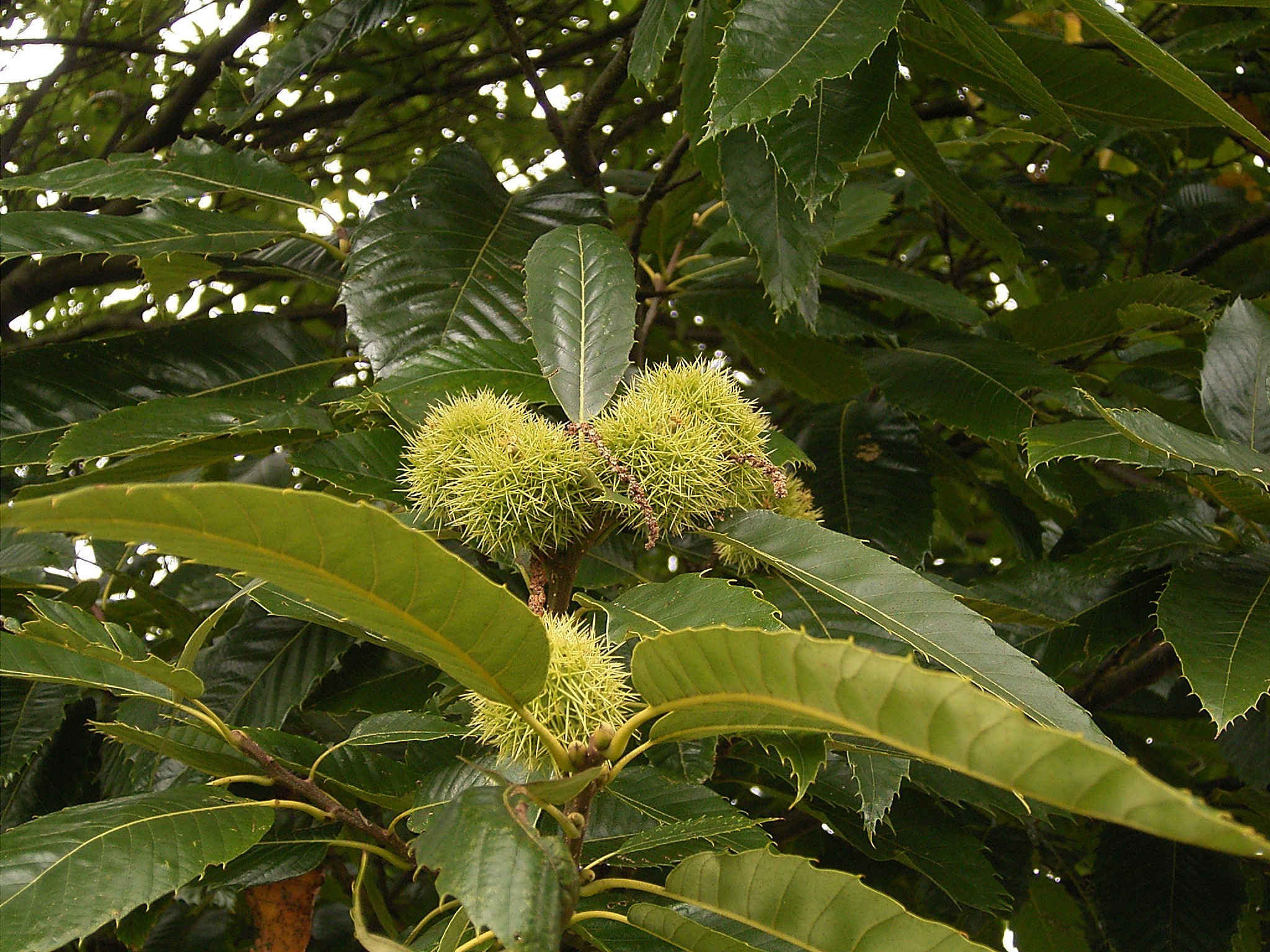
Ricci in accrescimento.

In Italia vegeta nella zona fitoclimatica del Castanetum, a cui dà il nome, estendendosi anche nelle zone più fresche del Lauretum, per introduzione da parte dell'uomo. In genere si ritrova su quote variabili dai 200 metri s.l.m. fino agli 800 m nelle zone alpine, mentre nell'Appennino meridionale può spingersi fino ai 1000-1300 metri. La distribuzione è frammentata perché legata a particolari condizioni climatiche e geologiche. La maggiore diffusione si ha perciò in tutto il versante tirrenico della penisola, dalla Calabria alla Toscana e alla Liguria, e nel settore occidentale dell'arco alpino piemontese. Nel versante adriatico e nel Triveneto la sua presenza è sporadica e nella Pianura Padana è praticamente assente. Nelle isole è presente in areali frammentati nelle isole maggiori, circoscritti alle stazioni più fresche. La concentrazione di maggior rilievo si ha in Campania, (Irpinia) che contribuisce per circa il 50% all'intera produzione nazionale di castagne.
È dunque una tipica essenza degli ambienti boschivi collinari e di quelli montani di bassa quota. L'ecosistema forestale tipico del castagno è la foresta decidua temperata mesofila, dove forma associazioni in purezza o miste, affiancandosi alle Quercus (per lo più farnia e roverella), al frassino, al carpino nero, al noce, al nocciolo, ecc. Per le sue caratteristiche è una specie strettamente associata alla roverella, tipica mesofita della foresta mediterranea decidua.

### La diffusione del castagno nella storia

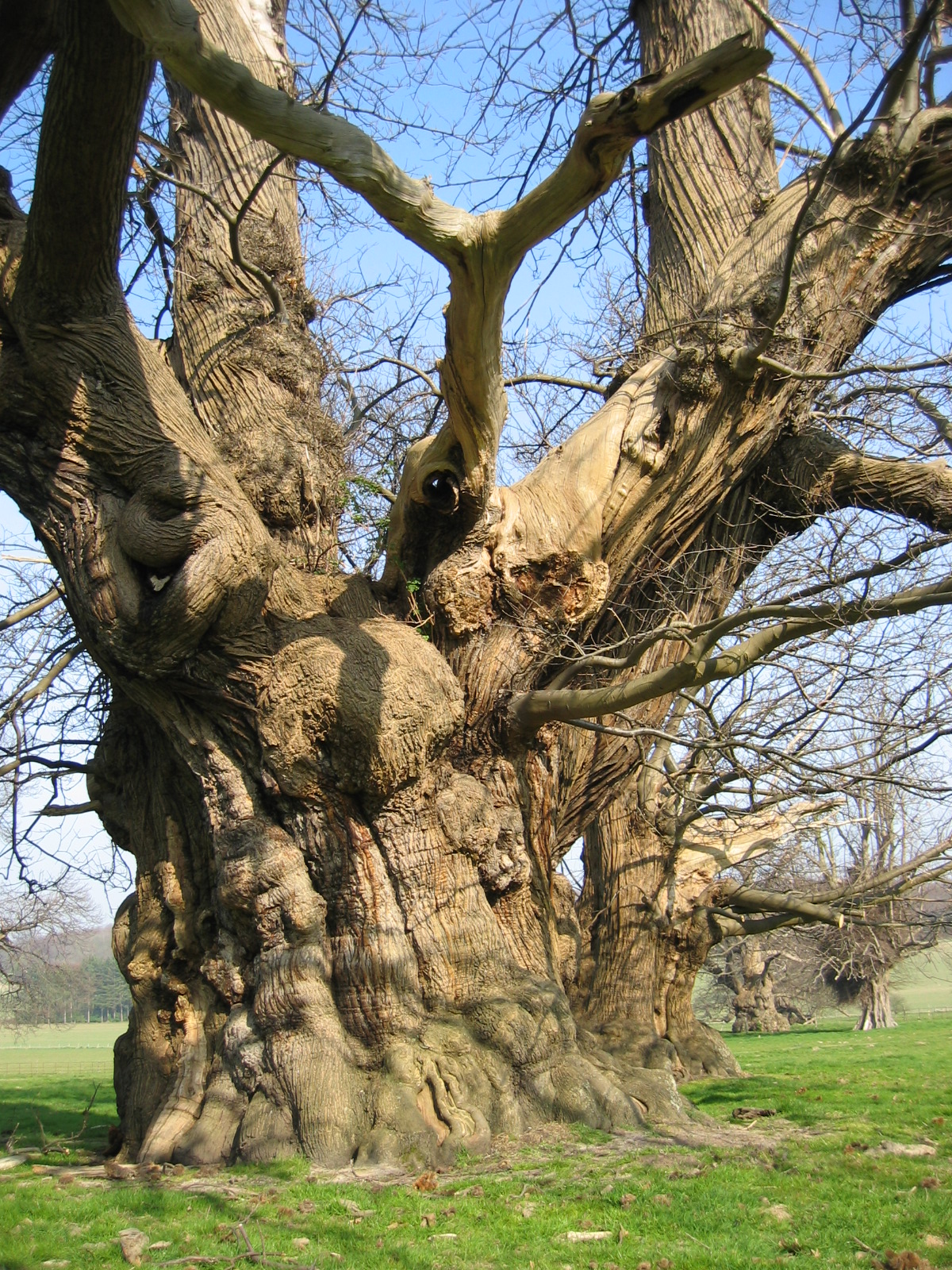
Un vecchio e maestoso esemplare in Inghilterra, con una circonferenza del fusto di quasi 10 metri.

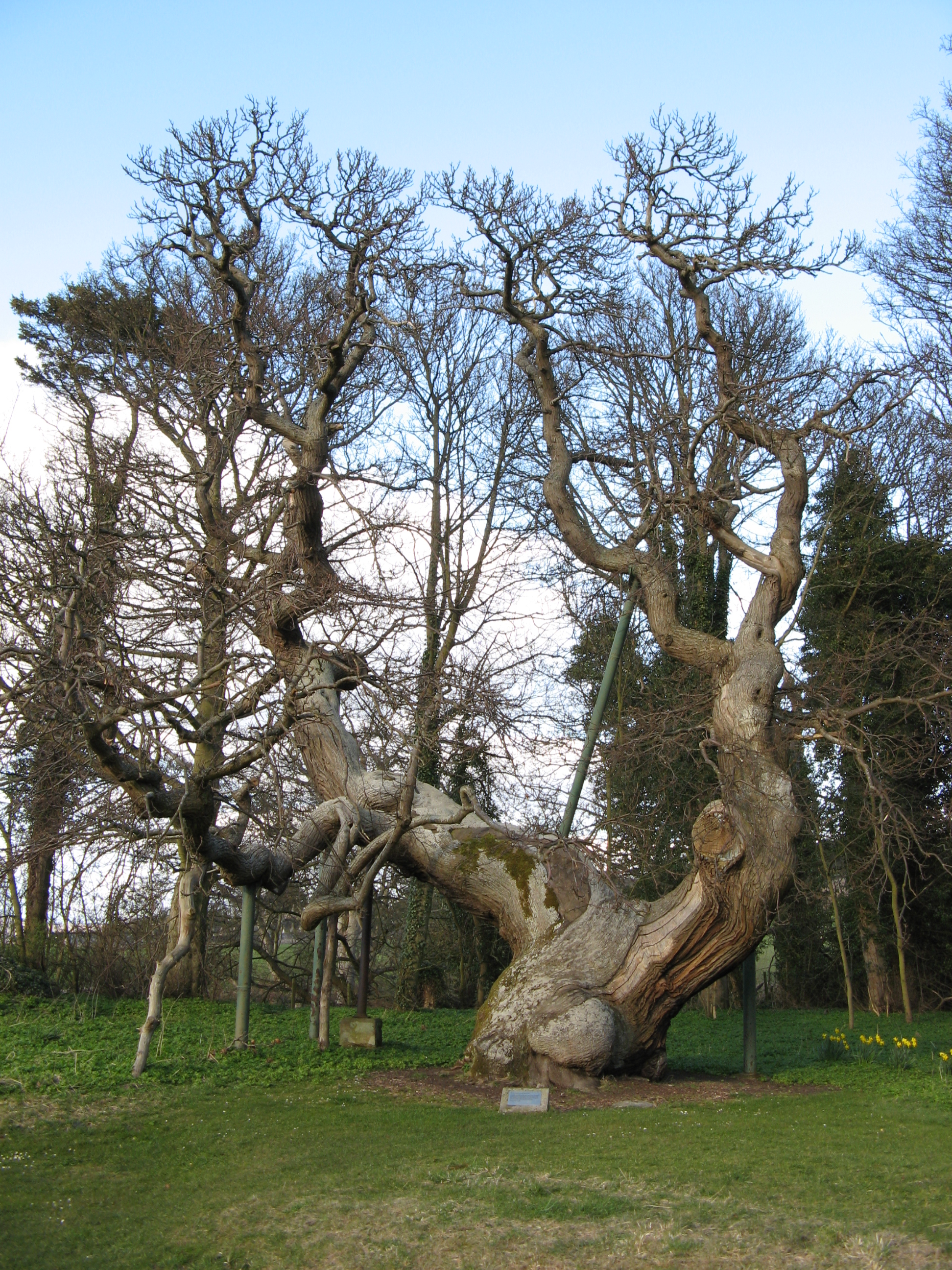
Castagno secolare in Scozia

Sul castagno c'è una sostanziale incertezza in merito al suo "indigenato", ovvero alla sua origine, ai processi che ne hanno determinato la sua distribuzione e alla natura delle formazioni forestali in cui è presente. In passato si riteneva che la specie fosse originaria del bacino sudorientale del Mar Nero (regioni del Ponto e del Caucaso occidentale) e che da qui fu propagato, nel corso dei secoli, dai Greci e dai Romani. Secondo più recenti teorie che si basano su studi palinologici, si ritiene che il castagno abbia trovato rifugio in alcune limitate zone durante l'ultima glaciazione (Würm), quando è avvenuta una generale contrazione delle superfici forestali in Europa. La più grande e riconosciuta zona rifugio si localizza nel Caucaso e nel nord dell'Anatolia. Altre zone rifugio si sono individuate in Italia nei versanti tirrenici dell'Appennino settentrionale e centrale dalla Liguria al Lazio e nelle zone collinari nei pressi del lago di Garda (Monti Lessini, Colli Berici e Colli Euganei), in Spagna lungo le coste della Cantabria e in Galizia, in Francia nei pressi del dipartimento di Isère, ed infine in Grecia nei rilievi del Peloponneso, della Tessaglia e della Macedonia Centrale. Dopo la glaciazione il castagno ha visto una forte espansione ad opera dell'uomo già a partire dal periodo Neolitico assieme al noce da frutto e alle colture cerealicole.
La massima diffusione in tutta l'Europa ebbe inizio con i Greci, fu ampliata dai Romani e proseguì ininterrottamente nel corso del Medioevo per opera degli ordini monastici. Lo scopo di questa estensione era la sua duplice funzione, come risorsa amidacea (castagne) e tecnologica (legname da opera).

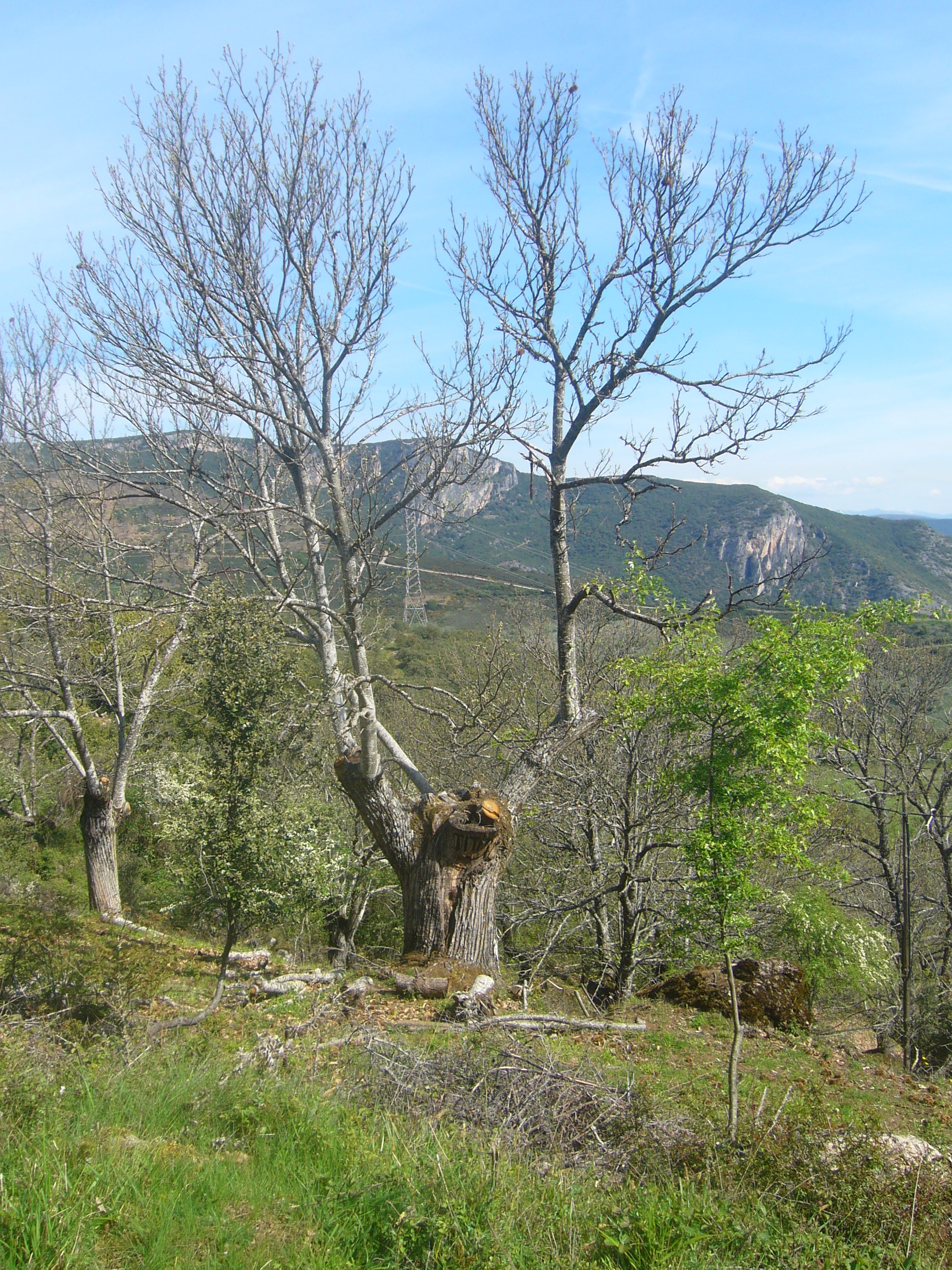
Castagni in Galizia (Spagna), la regione spagnola con la maggiore vocazione per la castanicoltura.

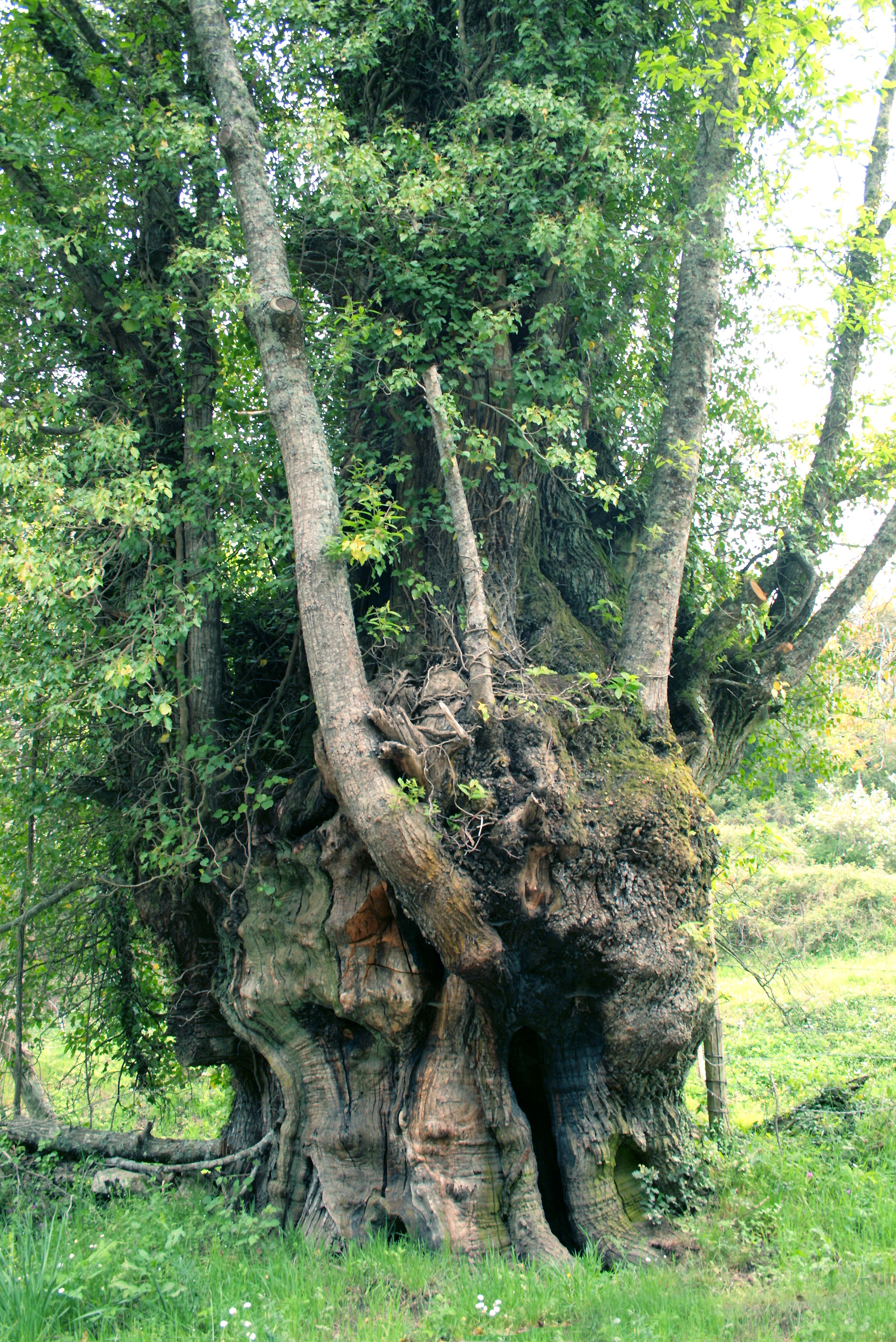
Castagno secolare in Corsica

La crisi del castagno ebbe inizio a partire dal Rinascimento, presumibilmente in concomitanza con il progresso tecnico in agricoltura e con il crescente sviluppo della cerealicoltura. Da allora e fino all'Ottocento, il castagno subì un lento e progressivo abbandono, nonostante si verificassero espansioni di portata locale che, nel corso dei secoli, fecero variare la distribuzione della castanicoltura, almeno in Italia.
Alla fine dell'Ottocento iniziò il declino vero e proprio della castanicoltura, protraendosi per decenni a causa del concorso di molteplici cause: l'evoluzione delle abitudini alimentari delle popolazioni europee, l'introduzione di materiali alternativi quali il metallo e la plastica nell'allestimento di manufatti e opere infrastrutturali, civili e agricole, la crisi dell'industria del tannino dopo gli anni trenta, il crescente interesse verso altre specie forestali da legno alternative al castagno (robinia e ciliegio), la pressione antropica sugli ambienti forestali.
Alla riduzione delle superfici forestate a castagno hanno inoltre contribuito, in modo non trascurabile, le decimazioni dovute a due patologie associate a questa specie: il mal dell'inchiostro, causato dagli oomiceti Phytophthora cambivora e, più recentemente, Phytophthora cinnamoni, ed il cancro del castagno, causato dall'ascomicete Cryphonectria parasitica. All'azione di questi parassiti si aggiungono anche gli attacchi degli insetti xilofagi, che in genere si sviluppano a spese di piante indebolite da condizioni ambientali non favorevoli.
Nel complesso, la castanicoltura si è fortemente ridimensionata, ed è circoscritta alle aree di maggiore vocazione, sia per le castagne sia per il legno, mentre i castagneti progressivamente abbandonati nel corso dei secoli sono scomparsi o si sono evoluti verso un'associazione boschiva rinaturalizzata.

## Utilizzo

### Frutto
Il frutto è utilizzato da tempi antichissimi, come si è detto, per la produzione di farina di castagne. Questo impiego ha oggi un'importanza marginale e circoscritta alla produzione di dolci tipici, come il castagnaccio e il Panmorone (dolce tipico di Campomorone). Ancora diffusa è invece la destinazione dei frutti di buon pregio al consumo diretto, concentrato nei mesi autunnali, e alla produzione industriale di confetture e marron glacé. Interesse del tutto marginale ha il possibile impiego dei frutti come alimento per gli animali domestici.

### Tannini
La corteccia e il legno del castagno sono particolarmente ricchi di tannini (circa il 7%) e possono essere impiegate per la sua estrazione, destinata alle concerie. Questa destinazione d'uso, in Italia, ha riscosso un particolare interesse nei primi decenni del XX secolo, epoca in cui l'industria del tannino nazionale faceva largo impiego del castagno, ma dopo il 1940 ha perso importanza sia per la contrazione di questo settore sia per il ricorso, come materia prima, al legno di scarto.

### Legno

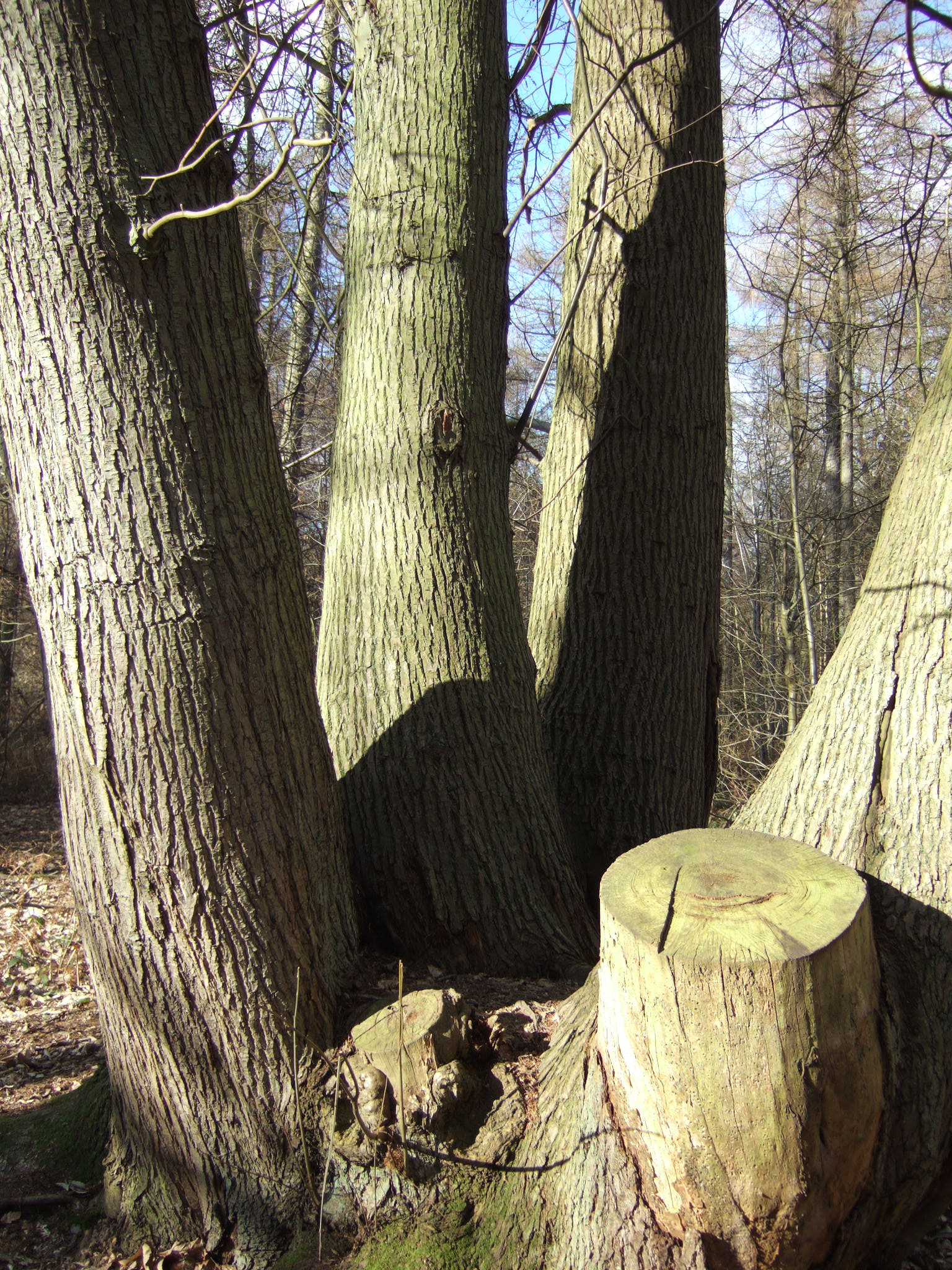
La ceppaia di un vecchio ceduo.

Il legno di castagno è caratterizzato dalla formazione precoce del durame, perciò presenta un alburno sottile. Il durame è bruno, mentre l'alburno è grigio chiaro. Strutturalmente è un legno eteroxilo con porosità anulare e tende a sfaldarsi in corrispondenza degli anelli.
Fra i suoi pregi si citano la durevolezza e la resistenza all'umidità, perciò si presta per l'impiego come legno strutturale; la facilità di lavorazione lo rendono adatto ad essere impiegato per la realizzazione di vari manufatti. È inoltre un legno semiduro, adatto secondariamente anche per lavori di ebanisteria.
La precocità di formazione del durame rende inoltre possibile l'attuazione di turni di ceduazione relativamente brevi, naturalmente in funzione del tipo di assortimento mercantile richiesto. La densità è dell'ordine di 1 t/m³ nel legno fresco e di 0,58 t/m³ per quello stagionato.
Il legno lavorato presenta tonalità variabili dal giallo al rossastro, venature sottili e una spiccata nodosità.
Per le sue caratteristiche tecnologiche, il castagno è stato tradizionalmente usato per molteplici impieghi e la realizzazione di travi, pali, infissi, doghe per botti, mobili e cesti oltre alla già citata estrazione del tannino. Nelle Valli del Natisone, questa pianta è utilizzata per l'armatura delle gerle nell'ambito della cesteria. Attualmente la sua destinazione principale è l'industria del mobile.

### Apicoltura
L'apicoltura è un'attività accessoria che può appoggiarsi alla castanicoltura. Pur avendo impollinazione prevalentemente anemogama, i fiori maschili del castagno sono bottinati dalle api, che ne raccolgono il polline ed il nettare: perciò questa pianta è considerata mellifera. Il miele di castagno ha una colorazione variabile dall'ambra al bruno scuro, retrogusto amaro, resiste alla cristallizzazione per lungo tempo, è particolarmente ricco di fruttosio e polline. La sua produzione si localizza naturalmente nelle zone a maggiore vocazione per la castanicoltura e, principalmente, nella fascia submontana fra i 500 e i 1000 metri di altitudine, lungo l'arco alpino, in Emilia-Romagna, e sul versante tirrenico della fascia appenninica e nelle zone montane della Sicilia settentrionale.

### Erboristeria
L'uso del castagno a scopo medicamentoso è un aspetto marginale, tuttavia questa specie è considerata pianta officinale nella farmacopea popolare: per il contenuto in tannini, la corteccia ha proprietà astringenti, impiegabile in fitocosmesi per il trattamento della pelle. Alle foglie, oltre alle proprietà astringenti, sono attribuite proprietà blandamente antisettiche e sedative della tosse.
Sempre nella farmacopea popolare di alcune regioni, la polpa delle castagne, cotta e setacciata, trova impiego in fitocosmesi per la preparazione di maschere facciali detergenti ed emollienti.
Il Castagno dolce è anche uno dei 38 fiori di Bach, secondo cui l'essenza ricavata dai suoi fiori, associata alle qualità di robustezza e longevità della pianta, viene consigliata per superare le difficoltà d'animo e guadagnare fiducia.

## Note selvicolturali

Innesto a spacco diametrale. A: marze; B: capitozzatura del soggetto e spacco diametrale; C: inserimento delle marze nello spacco; D: legatura; E: applicazione del mastice.

### Propagazione

Innesto a corona. A: marze; B: capitozzatura del soggetto e incisione corticale; C: inserimento delle marze nelle incisioni; D: legatura; E: applicazione del mastice.

Innesto a zufolo o ad anello. A: marza a una gemma con anello di corteccia; B: incisioni anulari sul soggetto; C: scortecciatura del soggetto; D: applicazione della marza; E: legatura.

### Tipi di governo

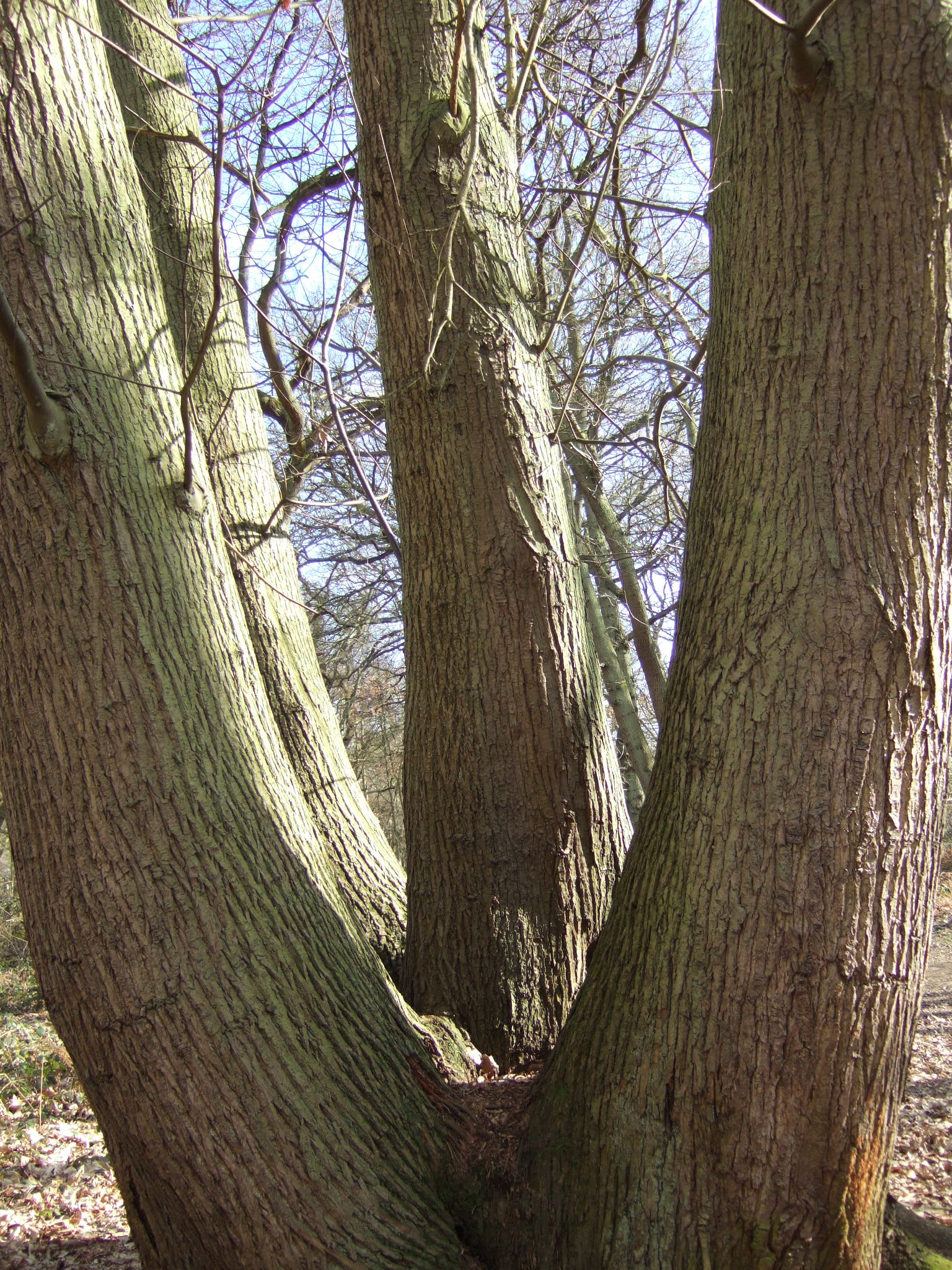
Ceppaia di un vecchio ceduo.

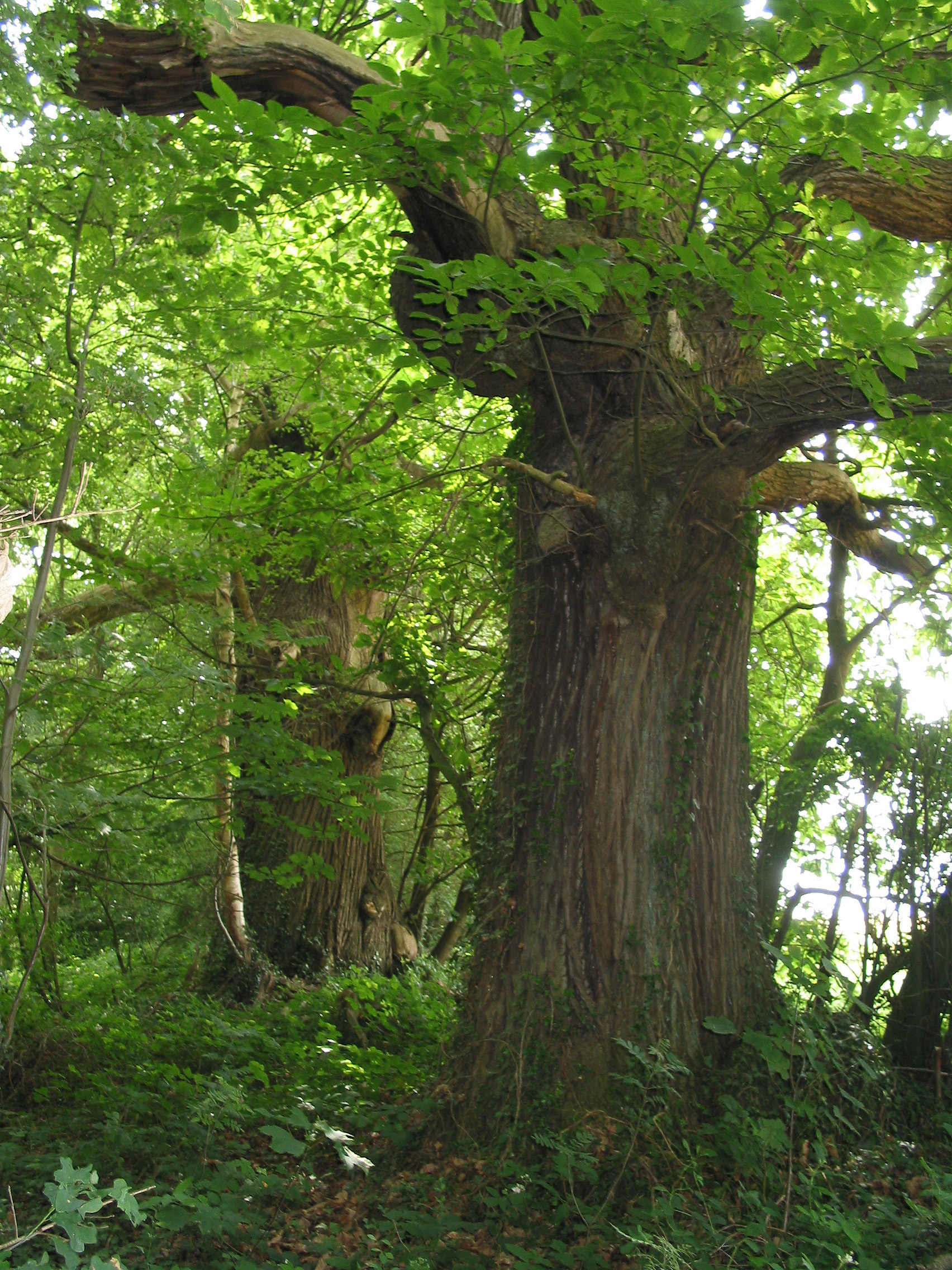
Una fustaia plurisecolare.

## Varietà

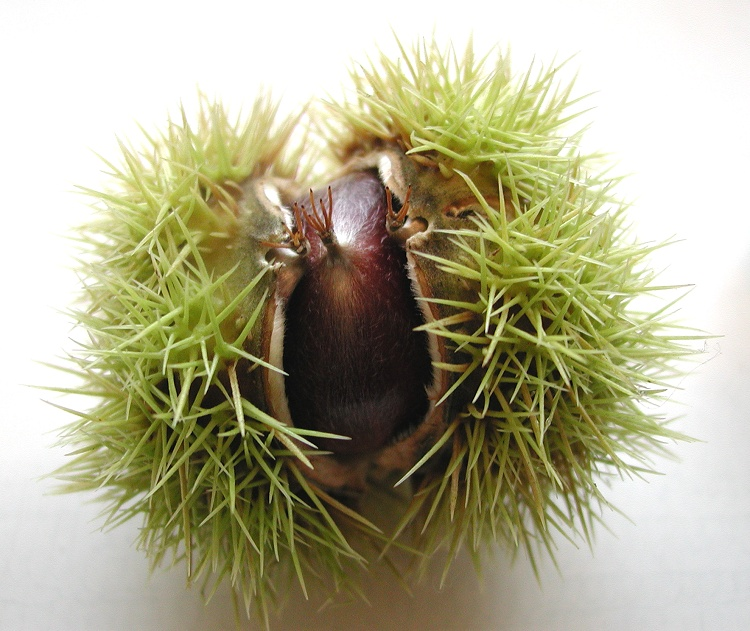
Riccio di varietà del gruppo dei "Marroni".

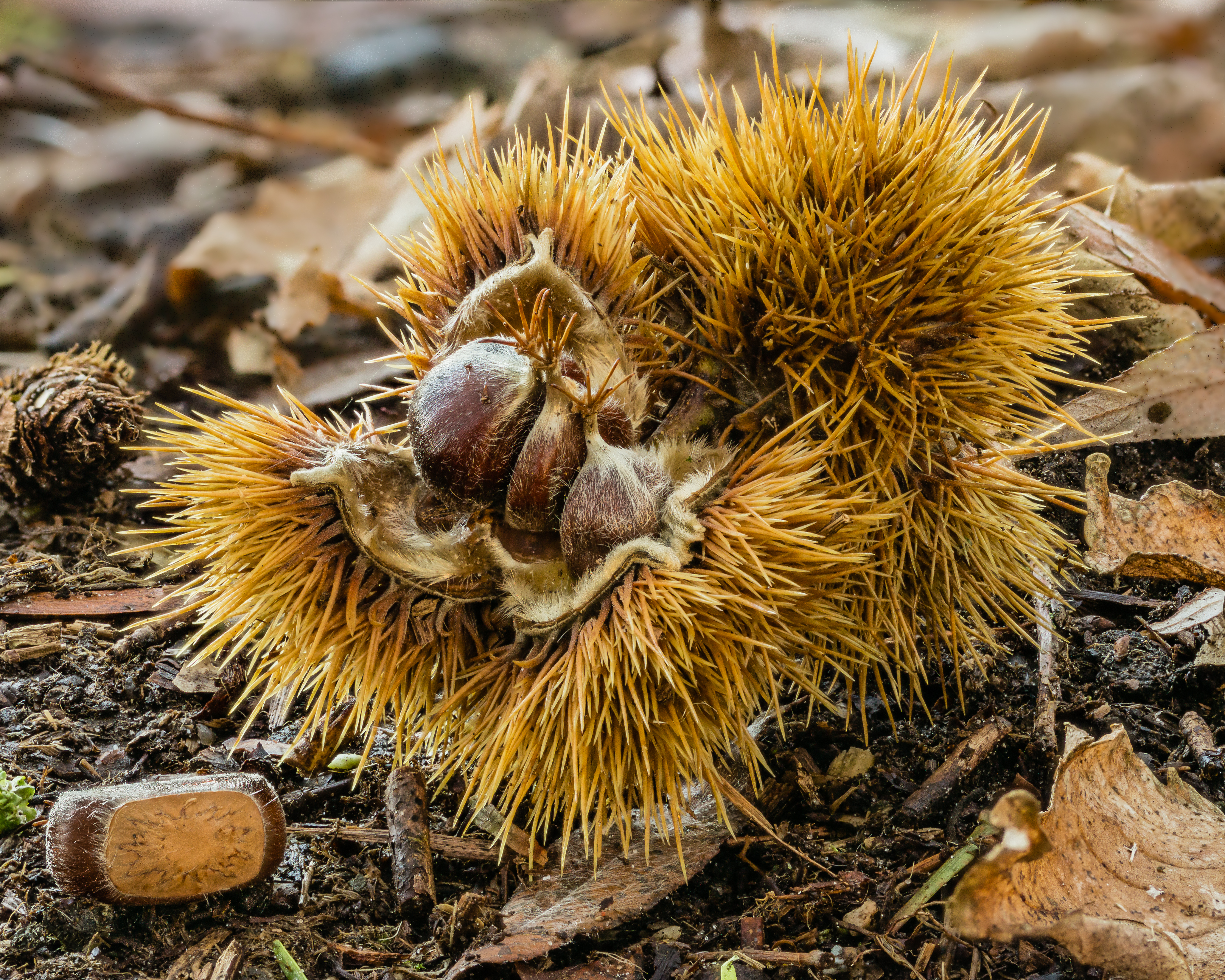
Castagne cadute da una Castanea sativa.

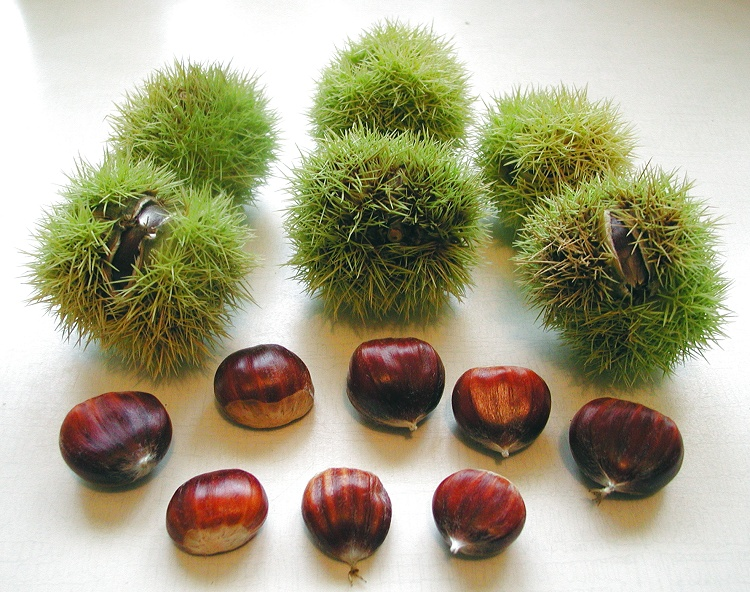
Marroni.

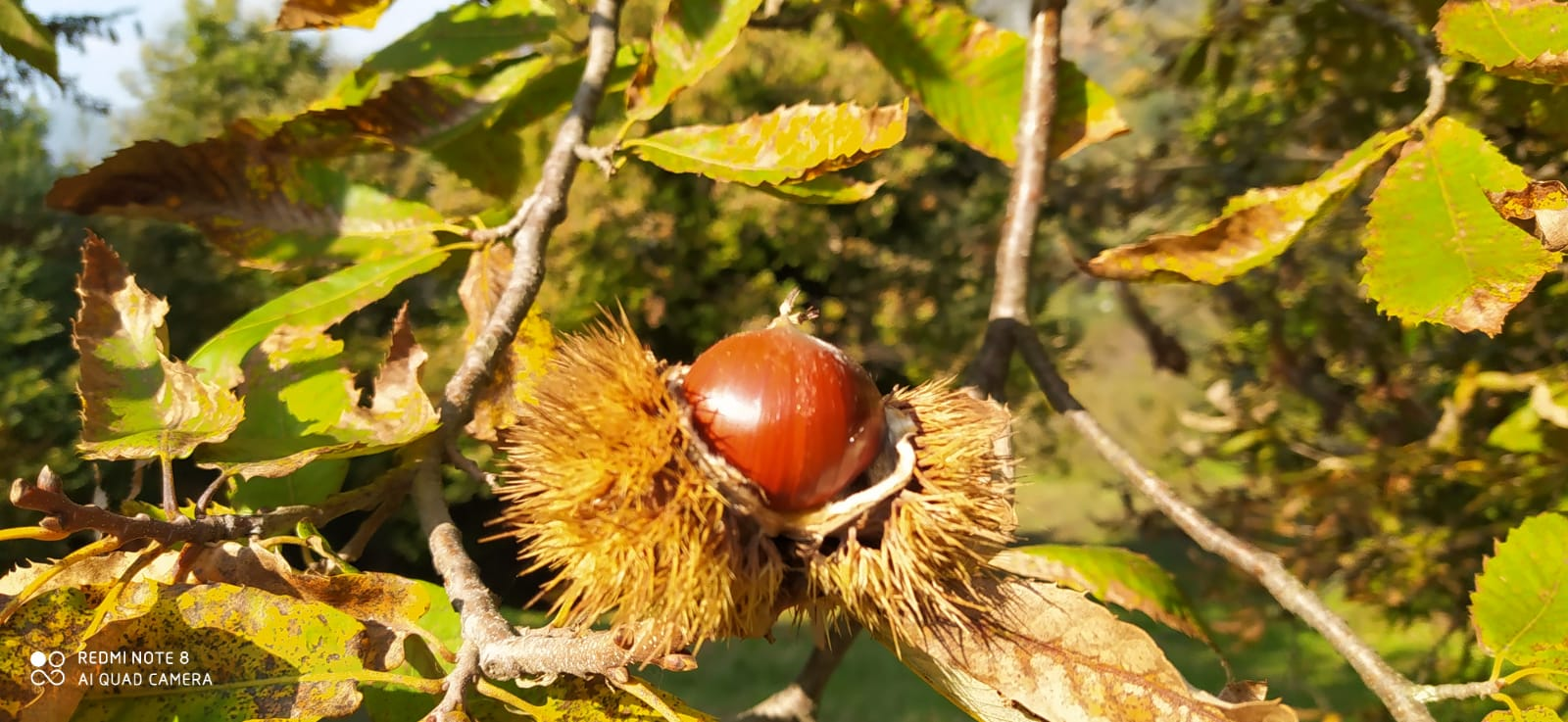
Marrone nel riccio 2019 (Castagneto Ca Brusada - Valle del Garza)

## Alberi monumentali

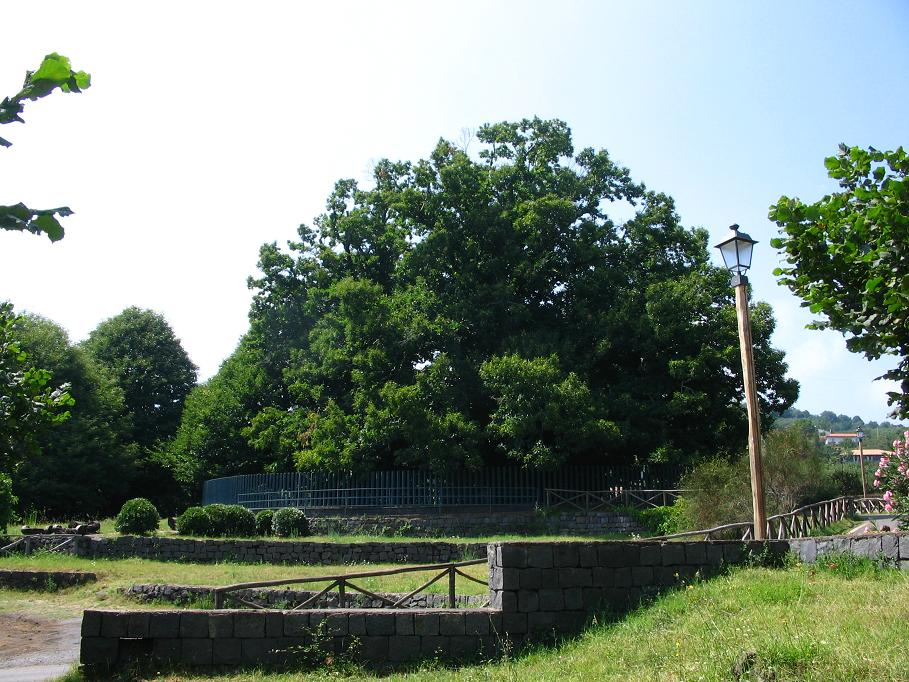
Il Castagno dei Cento Cavalli, ritenuto uno dei più antichi d'Europa.

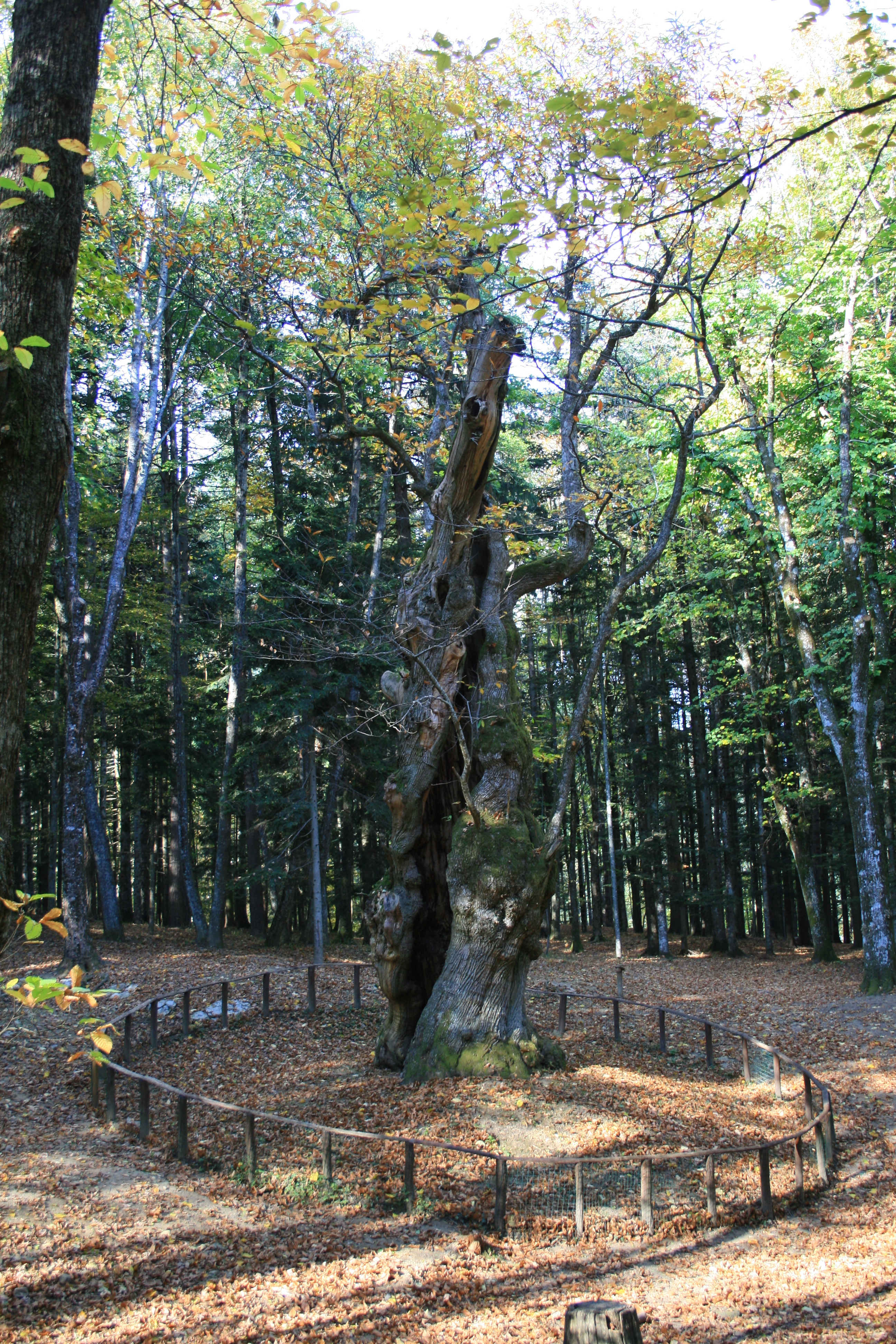
Castagno Miraglia

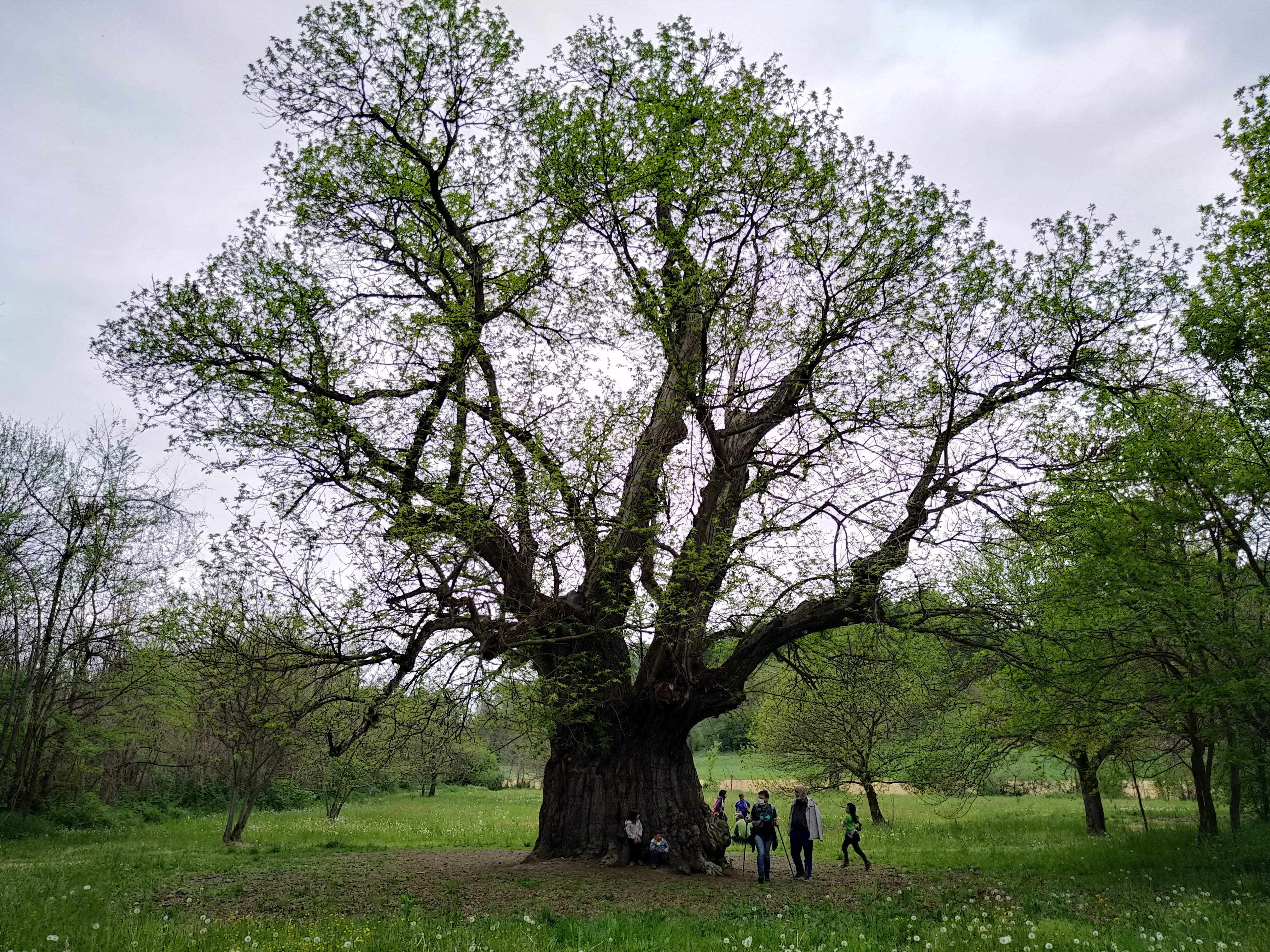
Boschi e Rocche del Roero - "la Castagna Granda"

## Il castagno nell'arte e nella cultura

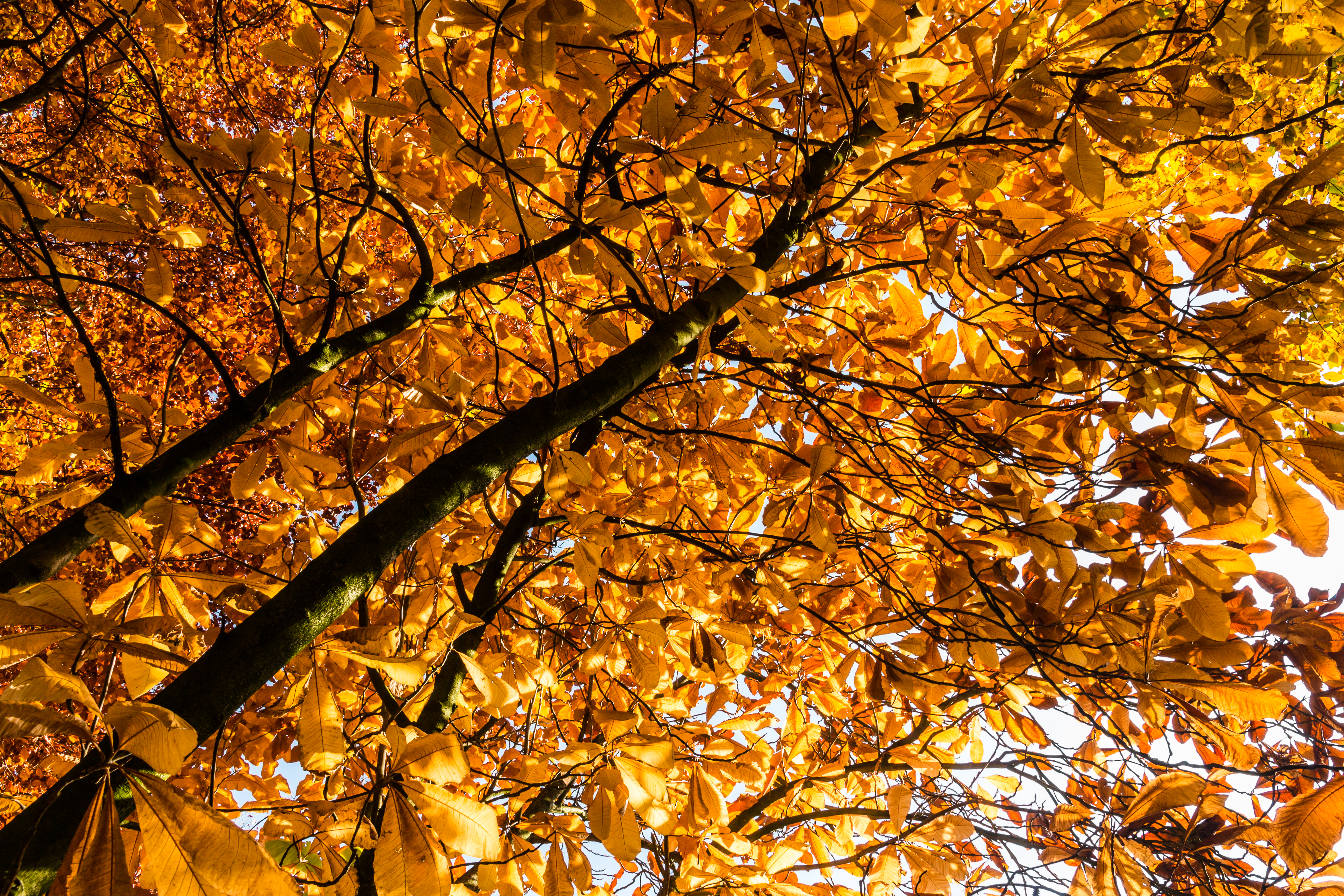
Rami di castagno.

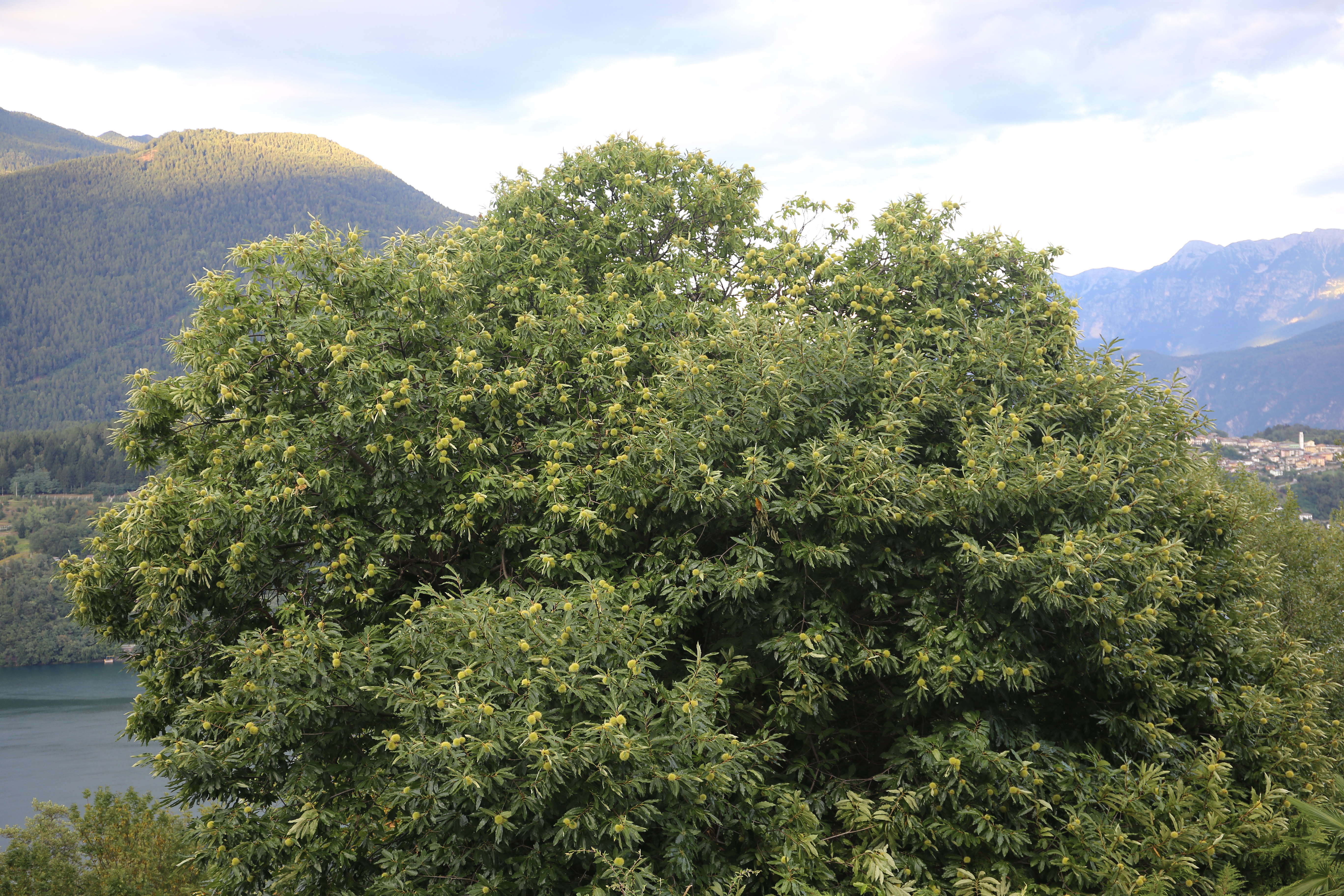
Chioma di castagno con ricci. Inizio settembre.